# Clío

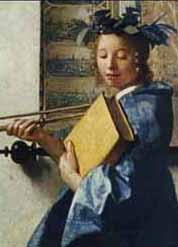
Clío (detalle) por Johannes Vermeer.

En la mitología griega, Clío (Κλειώ / Kleiô, de la raíz «κλέω» / «kleô», «alabar» o «cantar») es la musa de la historia. e inventora de la retórica. Estacio ya la alababa precisamente: «Comienza tú, inolvidable Clío inolvidable, porque todas las edades están bajo tu custodia, y todos los anales del pasado». Clío preside el amor a la gloria. También preside la adivinación oracular y el arte de pulsar la cítara.
Como todas las musas, es hija de Zeus y Mnemósine. Se dice que Apolo fue padre, con una de las «madres celestes (las musas)», de Lino («canto de lamento»), Himeneo («canto nupcial») y Yálemo («canción de suma tristeza»); cada uno fue hijo de una musa diferente pero sus identidades no se han conservado.
Clío, por la ira de Afrodita, a quien ella había reprochado su pasión por Adonis, se enamoró de Píero, hijo de Magnes; de esta unión nació Jacinto, del que se prendó Támiris, hijo de Filamón y de la ninfa Argíope, y fue el primero en enamorarse de varones. En un escolio se nos dice que Clío fue la madre de Himeneo y de Reso. O bien Clío y Magnes engendraron a Yálemo e Himeneo.
Se la suele representar como una muchacha coronada con laureles, llevando una trompeta en la mano derecha y un libro de Tucídides en la izquierda. A estos atributos se une a veces el globo terráqueo sobre el que posa y el Tiempo aparece junto a él, para mostrar que la Historia abarca todos los lugares y todas las épocas. A veces sus estatuas llevan una guitarra en una mano y un plectro en la otra, pues también se la consideraba inventora de la guitarra. En otras representaciones mucho más clásicas, se ve a Clío llevando en la mano izquierda un rollo de papiro; a sus pies, tiene una caja para guardar rollos.